# Pueblo de Taos
Os Pueblos eram a moradia dos indígenas que habitavam o território do atual estado americano de Novo México. Eram um tipo de prédio de apartamentos, onde cada residência ficava em cima da outra. Diversos deles foram preservados e ainda podem ser visitados. Em todo o estado existem dezenas de pueblos, mas a maior parte deles infelizmente foi completamente descaracterizada pelos moradores atuais, e hoje em dia assemelha-se mais à favelas.  O Pueblo mais conservado do estado fica em Taos, ao norte da cidade de Santa Fé. Foi construído por volta do ano 1450, e permanece habitado.